# Euonymus japonicus
Euonymus japonicus (Thunb., 1780), noto anche come mandrino sempreverde o mandrino giapponese, è una pianta angiosperma della famiglia delle Celastracee, originaria di Giappone, Corea e Cina.
L'epiteto specifico japonicus, "giapponese", deriva dal latino e si riferisce alla provenienza della specie.

## Descrizione

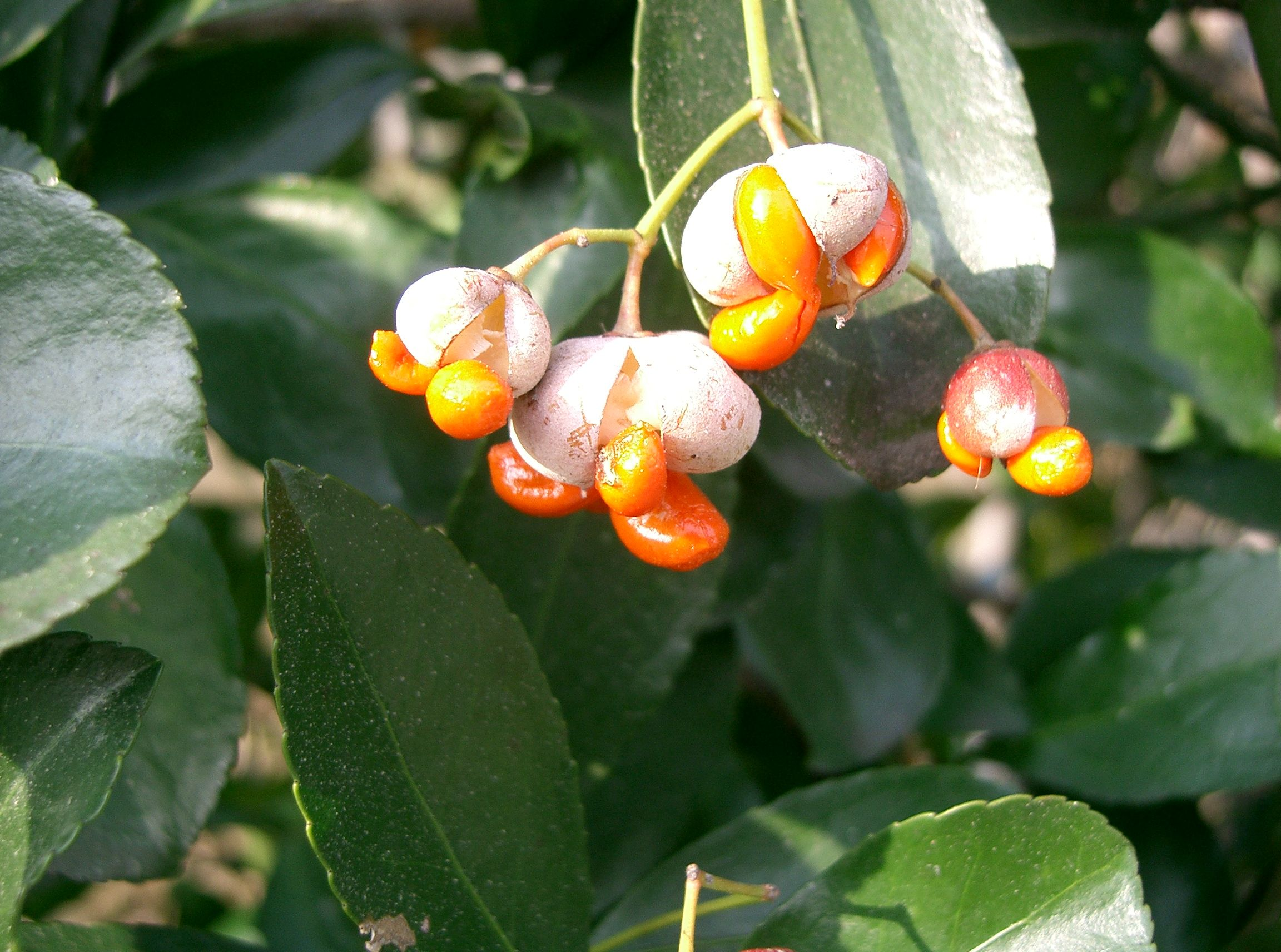
Dettaglio dei frutti in autunno

È un arbusto sempreverde, talvolta alberello, che cresce fino a 2–8 m di altezza, con foglie ovali opposte lunghe 3–7 cm con margini finemente seghettati. I fiori sono di piccole dimensioni, di colore verde-bianco, di 5 mm di diametro. In autunno il tegumento rosa dei semi si apre e da esso fuoriescono i frutti arancioni, che pendono dall'involucro.

## Cultivar
Euonymus japonicus è una pianta ornamentale molto diffusa per decorare parchi e giardini nella sua zona di origine ma anche in Europa e nord America. In particolare le numerose cultivar che sono state selezionate (spesso con foglie gialle o variegate) sono ampiamente coltivate in tutti i tipi di terreno, sia al sole che all'ombra.
- 'Albomarginatus' - foglie verdi, con margini contornati di bianco.
- 'Bravo' - foglie verdi variegate di giallo-crema, si sviluppa in altezza.
- 'Chollipo'GM[6] - foglie verdi con un ampio margine color crema. Produce raramente i frutti.
- 'Green Spire' - arbusto con foglie di color verde-lucido, si sviluppa in altezza.
- 'Kathy' - foglie ampie, di colore verde con margine bianco. Cresce in misura minore rispetto agli altri esemplari di Euonymus japonicus.
- 'Latifolius Albomarginatus' - Foglie verdi con ampio margine bianco.
- 'Ovatus Aureus'GM[7]  - foglie di colore dorato quando giovane, successivamente verdi con margine giallo scuro. Produce raramente fiori e frutti.
- 'President Gauthier' - foglie di colore verde scuro variegate di bianco crema.
- 'Pulchellus Susan'GM - foglie verde scuro con un sottile margine color bianco crema.

(Le cultivar con il simbolo GM sono contrassegnate dal premio Garden Merit assegnato dalla Royal Horticultural Society)